# ブラザーコンプレックス

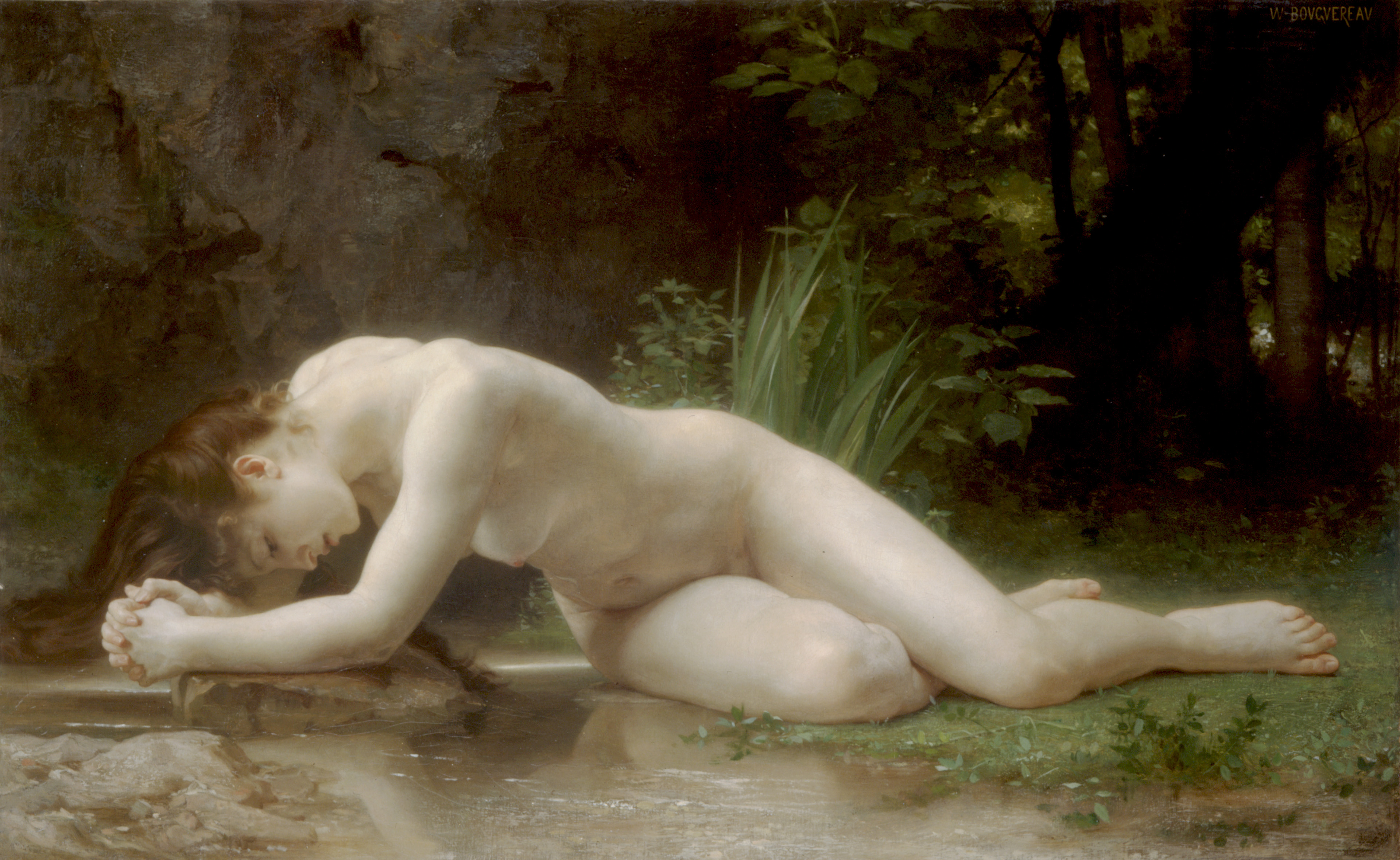
兄のカウノスを、狂乱を伴うほど強く慕うビュブリス

ブラザーコンプレックス は、男兄弟に対して強い愛着・執着を持つ状態をいう。俗に「ブラコン」とも略され、この場合、男兄弟に対して強い愛着・執着を持つ兄弟姉妹自体に対しても使われる。

## 歴史
1917年、久保良英は、著書『精神分析法』において、オフィーリアとレアティーズは兄妹錯綜（Brother-sister complex）の関係だったと述べている。また、久保は1932年の著書『精神分析学』において、父娘間の性的本能による関係を「父娘錯綜」、母倅（息子）間のそれを「母倅錯綜」と呼び、「兄妹錯綜」や「姉弟錯綜」は「父娘錯綜」や「母倅錯綜」が転移したものだと論じている。
1988年に発売されたまつざきあけみの単行本『迷宮城』に収録されている、ヴァイオリニストを目指す兄妹を描いた漫画『笑う道化師』にて、ブラザー・コンプレックスという語が使用されている。

## 概説
ブラザーコンプレックスという用語は、もともとはフェティシズムの俗語であったが、分析心理学的にフェティシズムとコンプレックスが関連した概念であったため、コンプレックスという用語で一般化した。ただし、心理学用語として正式に認められた用語ではない。対象が姉妹である場合はシスターコンプレックスという。
一般的にブラザーコンプレックスは、「兄もしくは弟に対する恋愛的感情」や「自分のものにしたい独占欲」のある姉妹、と言う図式で捉えられる。ブラザーコンプレックスの女性にとって兄や弟は性的な憧憬とも重なって理想化された心象となり、自身の人生に親以上の影響力がある場合がある。例えば、兄と共通点や似たところがある恋人や配偶者を選んでいたりすることなどである。
ブラザースコンプレックスの否定的側面では、妹の立場にあって「自分のわがままを最大限受け入れてくれる兄」や、姉の立場にあって「自由自在かつ都合好いように扱える弟」というものである。この場合、当人の人格形成のほか、姉妹を持つ男性（妹を持つ兄、姉を持つ弟）にとっても、女性観に関してネガティブな方向にはたらく場合がしばしばある。
精神科医の岡田尊司によると、ブラザーコンプレックスの女性は、兄に恋人ができたり、兄が結婚したりすると、抑うつになったり不安定になったりすることがある。また、そのような場合、兄のパートナーに対して嫉妬の感情を抱いたり、自分が得られなかった兄の愛を獲得した存在として、理想化したりすることがある。そのような女性は、兄への執着心が強いほど自分の心のバランスを保つために、兄の家庭とは距離を置いたりする。
マイナビが兄弟のいる女性を対象に2019年9月までに行った調査によると、2割強の女性が自分はブラザーコンプレックスであると自認していた。

## 原因
過度のブラザーコンプレックスの原因は両親の問題や社会不安などの原因があるという推測がある。児童心理学者ピアジェに関連する解釈では姉の場合は弟の出生による自身の非中心化の葛藤を、弟を支配することで解消しているのではないかと推測される。
ラカンなども『家族複合』で触れてはいるが、フロイト派の論述は女性に関してはさほど適切でないとされている。なお、彼によると女性は初め父親に対して性愛を持つが、父親が母親を見ているのに気づき父親ではない兄弟に向くとしている。エディプスコンプレックス同様脱却が不完全になることが多いと解釈する。

## 萌え用語としての利用
いわゆるゼロ年代以降、ゲーム（特にアダルトゲーム）やアニメ、ライトノベルなどで、萌え用語としてブラザーコンプレックスと言う用語が使われることもある。ブラコンを扱った（もしくはその気質を持つ人物が登場する）具体的な作品例として、『月下の一群』（吉野朔実作、1982年）、『シスター・プリンセス』、アダルトゲーム『かみぱに！』（2008年）『あまつみそらに』（2010年）、『プリズム◇リコレクション!』（2013年、制作はいずれもアダルトゲーム制作会社クロシェット）、『俺の妹がこんなに可愛いわけがない』、『お兄ちゃんだけど愛さえあれば関係ないよねっ』(鈴木大輔作、2010年～）、『お兄ちゃんのことなんかぜんぜん好きじゃないんだからねっ!!』（草野紅壱作、2008～2016年）、『僕の彼女がマジメ過ぎる処女ビッチな件』（松本ナミル作、2015年～）『俺が好きなのは妹だけど妹じゃない』、『聖剣使いの禁呪詠唱』 などの作品が挙げられる。この場合、男性のシスターコンプレックスに対応して利用されていると考えられるが、実際には女性のブラザーコンプレックスは悲劇的で激しいものが多いため、シスターコンプレックスに比べると利用率は低い。斎藤美奈子は、セイラ・マスはシャア・アズナブルに対してブラザーコンプレックス気味であると述べている。志村貴子の『ビューティフル・エブリデイ』にはブラザーコンプレックスの少女が登場する。
また、近年やおい系雑誌に対する評論を中心に、同性兄弟間においてもこの用語が使われることも多い。
2012年8月12日までに、フレックスコミックスは公式サイトに、ブラザーコンプレックスを題材としたアンソロジーコミック『ブラコンアンソロジー Liqueur ―リキュール―』の特設ページを開設した。

## 関連記事
- 近親相姦